# پسماند جامد شهری
پسماند جامد شهری یا زباله جامد شهری (به انگلیسی: Municipal solid waste)، که معمولاً به عنوان زباله یا آشغال در ایالات متحده و زباله در بریتانیا شناخته می‌شود، نوعی زباله است که از کالاهای روزمره تشکیل شده‌است که توسط مردم دور ریخته می‌شود. «زباله» همچنین می‌تواند به‌طور خاص به زباله‌های مواد غذایی اشاره کند، مانند دفع زباله. گاهی این دو به‌طور جداگانه جمع‌آوری می‌شوند. در اتحادیه اروپا، تعریف معنایی «پسماند شهری مخلوط» است که با کد زباله ۲۰ ۰۳ ۰۱ در کاتالوگ زباله اروپا ارائه شده‌است. اگرچه ممکن است زباله‌ها از منابع متعددی منشأ گرفته باشند که ربطی به شهرداری ندارند، نقش سنتی شهرداری‌ها در جمع‌آوری و مدیریت این نوع زباله‌ها سبب ایجاد ریشه‌شناسی خاص «شهرداری» شده‌است.

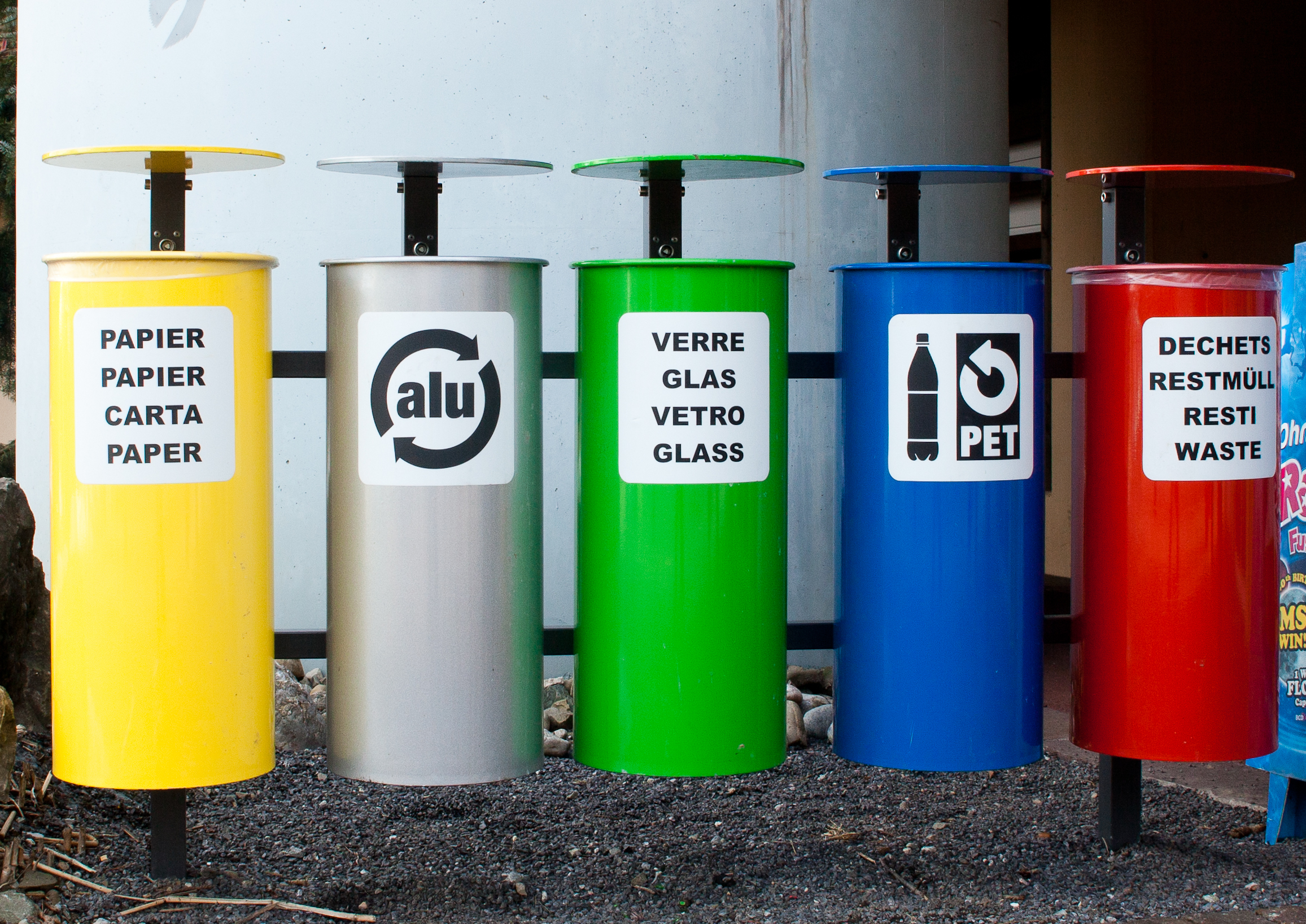
سطل‌هایی برای جمع‌آوری کاغذ، آلومینیوم، شیشه، بطری‌های PET و زباله‌های قابل سوزاندن.